# Norbert Eschmann
Norbert Eschmann (19 de setembro de 1933 em Besançon, França - 13 de maio de 2009 em Lausanne, Suíça) foi um meia francês naturalizado suíço. 

## Carreira
Eschmann fez parte do elenco da Seleção Suíça de Futebol, Participou das copas de 1954 em casa na Suíça e de 1962. Jogou 15 partidas e fez 3 gols.

## Títulos
- 1951 Campeonato suíço
- 1964 Copa da Suíça
- 1965 Campeonato suíço